# Buckland St Mary
Pour les articles homonymes, voir Buckland.
Buckland St Mary est une paroisse civile et un village du Somerset, en Angleterre.